# Dan Spitz
Daniel "Dan" Alan Spitz (ur. 28 stycznia 1963 w Jamaica Queens w stanie Nowy Jork) – amerykański gitarzysta metalowy, muzyk zespołu Anthrax w latach 1983–1995 i 2005–2007. Jest bratem Dave'a Spitza, byłego basisty Black Sabbath. Pseudonim Mini Tower (pol. miniwieża) wziął się od jego małego wzrostu – 5 stóp i 1 cal (około 153 cm). Jego miejsce w Anthraxie zajął Rob Caggiano.
Dan Spitz ma szwajcarski certyfikat mistrza zegarmistrzowskiego wydany przez WOSTEP – szwajcarską szkołę mieszczącą się w Neuchâtel. Ma czworo dzieci: dwie córki i dwóch synów.

## Dyskografia
Anthrax
- Fistful of Metal - 1984
- Spreading the Disease - 1985
- Among the Living - 1987
- State of Euphoria - 1988
- Persistence of Time - 1990
- Sound of White Noise - 1993

Thrasher
- Burning at the Speed of Light - 1985[5]